# Dieter Pochlatko

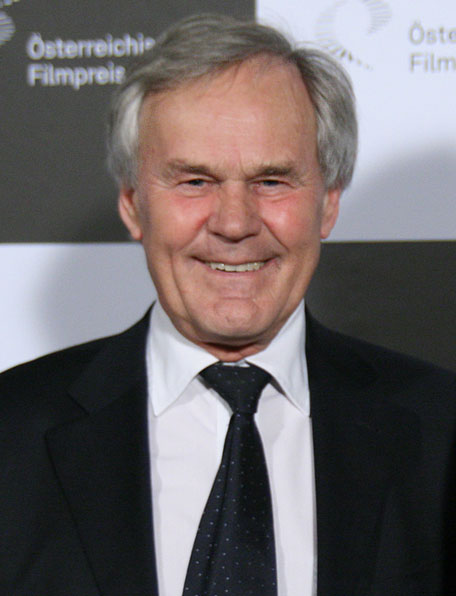
Pochlatko bei der Verleihung des Österreichischen Filmpreises 2012

Dieter Pochlatko (* 6. Juni 1943 in Graz) ist ein österreichischer Filmproduzent, Kameramann und Unternehmer.
Er ist seit 1969 Teilhaber und seit 1978 Geschäftsführer der österreichischen Filmproduktionsgesellschaft Epo-Film, die sein Vater Erich Pochlatko 1954 gründete.
Die Leykam Medien AG war fünf Jahre lang mit 51 Prozent im Besitz der Epo-Film, während Pochlatko hingegen 49 Prozent der Teilhabe blieben. Im Jahr 2012 kaufte er diesen Anteil für 1,5 Millionen Euro zurück.

## Leben und Wirken
Dieter Pochlatko ist der Sohn von Irmgard und Erich Pochlatko, dem Gründer der Produktionsfirma Epo-Film. Ein Teil seiner Familie ist ebenfalls in der Filmbranche tätig, wie zum Beispiel sein älterer Bruder Peter Pochlatko, bekannt als Filmproduzent. Andere Vorfahren sind Walter Pochlatko (Bildhauer), Werner Pochlatko (Schauspieler) und Herbert Pochlatko (Autor). Pochlatko ist verheiratet und Vater von drei Söhnen.
Dieter Pochlatko maturierte 1964 in Graz. Danach fing er mit dem Studium der Germanistik und der Romanistik an der Universität Graz an. 1966 war er Staatsmeister im Motorrad-Enduro-Sport. Ein Jahr später trat er in der Produktionsgesellschaft Epo-Film als Kameramann an. Pochlatko musste sein Studium nach dem Tod seines Vaters abbrechen, um seine Aufgabe als Geschäftsführer im Familienbetrieb zu übernehmen. Er erbte 1969 den Familienbetrieb in Graz, und ein Jahr danach erhielt er die Konzession für die Filmproduktion.
Im Wandel der Zeit erlebte Pochlatko eine große Entwicklung in seinem Berufsbereich. Von 1975 bis 2003 fungierte er als  Vorsteher der Fachgruppe Audiovisions- und Filmindustrie in der Wirtschaftskammer der Steiermark.
1977 übernahm er auch das Kulturzentrum Rechbauerkino in Graz, das sich zu dieser Zeit zu einer der wichtigsten Kulturinstitutionen in Österreich entwickelte. Pochlatko war in den Jahren 1977 bis 2001 Mitglied der Jury für den Steirischen Filmpreis.
1978 bis 1982 war Pochlatko Geschäftsführer des Audiovisuellen Zentrums (AVZ) des Bundeslandes Steiermark. Von 1984 bis 2004 übernahm er ferner den Posten als Obmann der Berufsgruppe für Dokumentarfilme im Fachverband der Audiovisions- und Filmindustrie in der Wirtschaftskammer in der Steiermark.
Von 1978 bis 1988 war Pochlatko außerdem Leiter der Abteilung Film an der Höheren Technischen Bundeslehranstalt in Graz. Er ist für seine Lehrtätigkeiten in den Medienlehrgängen an der Universität in Graz und an der Universität für Weiterbildung Krems bekannt. Er hat ebenfalls Gastvorträge an der La Fémis in Paris gehalten.

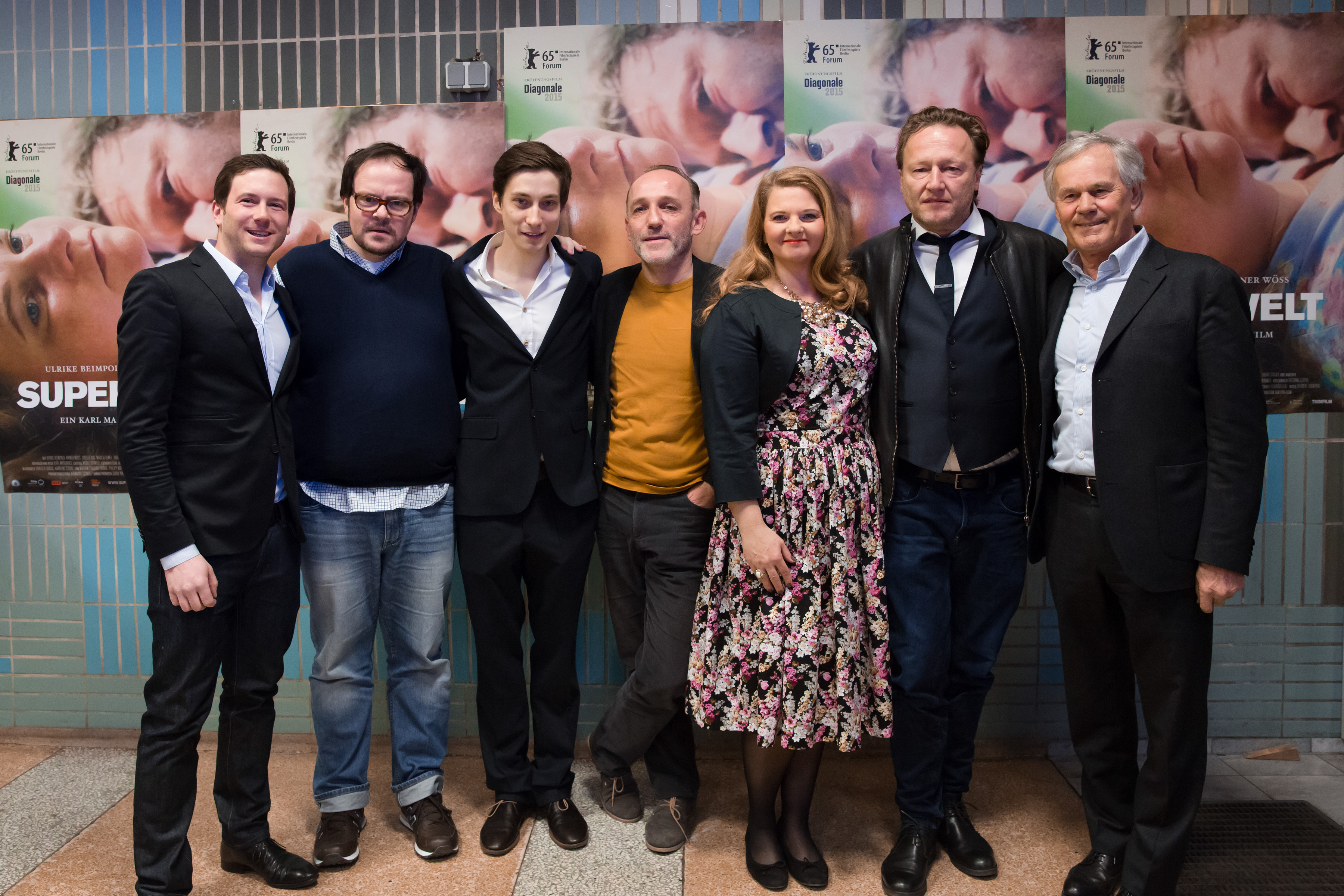
Dieter Pochlatko mit Jakob Pochlatko (l.), Regisseur Karl Markovics und den Darstellern bei der Wien-Premiere von Superwelt (2015)

Von 1987 bis 2003 nahm er an der Jury für den Österreichischen Staatspreis in Bezug auf Werbe- und Wirtschaftsfilme teil, von 1990 bis 2002 weiters an der Jury des Internationalen Bergfilmfestivals in Graz.
1990 baute Pochlatko den neben seinem Betrieb in Graz 1978 in Wien eingerichteten Betrieb zur Hauptgeschäftsstelle seiner Firma aus. Das Unternehmen befindet sich heute mehrheitlich im Eigentum seines Sohnes Jakob Pochlatko.

## Mitgliedschaften
Pochlatko war Mitglied in verschiedenen Gremien:
- 1991–1998: Präsident des Verbandes Österreichischer Film- und Videoproduzenten
- 1992–2005: Vorsteher der Fachgruppe Audiovisions- und Filmindustrie – Wirtschaftskammer Steiermark
- Vorstandsmitglied der Verwertungsgesellschaft Audiovisuelle Medien in Wien (V.A.M.)
- Mitglied der Austrian Film Commission (AFC)
- 1996–2003: Mitglied des Kuratoriums des Österreichischen Filminstitutes als Experte
- 1998–2003: Beirat im Diagonale-Filmfestival in Graz
- 2009: Jurymitglied des Österreichischen Staatspreises für den Werbe- und Wirtschaftsfilm.[1]

## Filmografie (Auswahl)
- 1990: Fleischwolf
- 1994: Höhenangst
- 1994: Joint Venture
- 1994: Im Schatten des Führers
- 1994: Ein idealer Kandidat
- 1996: Der Bockerer II – Österreich ist frei
- 1997: Laura (Fernsehfilm)
- 1997: Bernhardiner & Katz (Fernsehfilm)
- 1999: Geboren in Absurdistan
- 2000: Der Bockerer III – Die Brücke von Andau
- 2000: Das Tattoo – Tödliche Zeichen (Fernsehfilm)
- 2000: Probieren Sie’s mit einem Jüngeren (Fernsehfilm)
- 2000: Hart im Nehmen (Fernsehfilm)
- 2001: Schwimmer in der Wüste (Dokumentarfilm)
- 2002: Meine Schwester Maria (Dokumentarfilm, Co-Producer)
- 2002: Bellaria – So lange wir leben! (Dokumentarfilm, Co-Producer)
- 2002: Die Wasserfälle von Slunj (Fernsehfilm nach dem Roman von Heimito von Doderer)
- 2002: Rocco
- 2003: Schwabenkinder (Fernsehfilm)
- 2003: Der Bockerer IV – Prager Frühling
- 2004: Blackout Journey
- 2004: Tödlicher Umweg
- 2005: Tatort – Die schlafende Schöne
- 2005: Margarete Steiff (Fernsehfilm)
- 2006: Klimt
- 2006: Heute heiratet mein Mann
- 2006: Die Ohrfeige (Fernsehfilm)
- 2007: Der geköpfte Hahn
- 2007: Tatort – Familiensache
- 2007: Franz Fuchs – Ein Patriot (Fernsehfilm)
- 2008: Die Zeit, die man Leben nennt (Fernsehfilm)
- 2008: Mister Karl: Karlheinz Böhm – Wut und Liebe (Dokumentarfilm)
- 2008: Liebe für Fortgeschrittene (Fernsehfilm)
- 2009: Schwarze Blumen
- 2009: Tod aus der Tiefe (Fernsehfilm)
- 2009: Geliebter Johann Geliebte Anna (Fernsehfilm)
- 2010: Oh Shit! (Fernsehfilm)
- 2010: Heimat zu verkaufen (Fernsehfilm)
- 2010: Die Mutprobe (Fernsehfilm)
- 2011: Vielleicht in einem anderen Leben
- 2011: Atmen
- 2011: Tabu – Es ist die Seele ein Fremdes auf Erden (Co-Producer)
- 2011: Tatort – Lohn der Arbeit
- 2011: Die Tänzerin – Lebe Deinen Traum (Co-Producer)
- 2011: Das Mädchen auf dem Meeresgrund (Fernsehfilm, Co-Producer)
- 2012: Clarissas Geheimnis (Fernsehfilm, Co-Producer)
- 2012: Die Wüstenärztin (Fernsehfilm, Co-Producer)
- 2013: Polt (nach der Romanfigur von Alfred Komarek)
- 2014: Die Freischwimmerin (Fernsehfilm)
- 2015: Superwelt
- 2015: Käthe Kruse (Fernsehfilm, Co-Producer)
- 2015: Luis Trenker – Der schmale Grat der Wahrheit (Fernsehfilm, Co-Producer)
- 2015: Jack
- 2015: Inspektor Jury: Mord im Nebel (Fernsehfilm, Co-Producer)
- 2016: Seit Du da bist (Fernsehfilm, Co-Producer)
- 2016: Bergfried (Fernsehfilm)
- 2016: Landkrimi – Drachenjungfrau (Fernsehreihe)
- 2017: Stadtkomödie – Die Notlüge (Fernsehreihe)
- 2017: Tatort: Virus (Fernsehreihe)
- 2017: Sie nannten ihn Spencer
- 2017: Wir töten Stella
- 2018: Alt, aber Polt (Fernsehfilm)
- 2018: Der Trafikant
- 2018: Das Wunder von Wörgl (Fernsehfilm)
- 2018: Der Pass (Fernsehserie)
- 2019: Landkrimi – Das dunkle Paradies (Fernsehreihe)
- 2019: Tatort: Glück allein (Fernsehreihe)
- 2019: Nobadi
- 2019: Todesfrist – Nemez und Sneijder ermitteln (Fernsehreihe)
- 2021: Risiken und Nebenwirkungen
- 2021: Stadtkomödie – Man kann nicht alles haben (Fernsehreihe)
- 2021: Klammer – Chasing the Line
- 2021: Die Ibiza Affäre (Mini-Serie)
- 2021: Todesurteil – Nemez und Sneijder ermitteln (Fernsehreihe)
- 2021: Landkrimi – Flammenmädchen (Fernsehreihe)
- 2022: Der Tod kommt nach Venedig (Fernsehfilm)
- 2022: Serviam – Ich will dienen
- 2023: Ein ganzes Leben
- 2023: Universum History – Maria Theresias dunkle Seite – Die Vertreibung der Juden aus Prag (Fernsehserie)
- 2024: Tatort: Dein Verlust (Fernsehreihe)
- 2024: Trost und Rath – Tanz mit dem Teufel (Fernsehreihe)
- 2024: Der Vierer
- 2025: Mädchen Mädchen

## Auszeichnungen

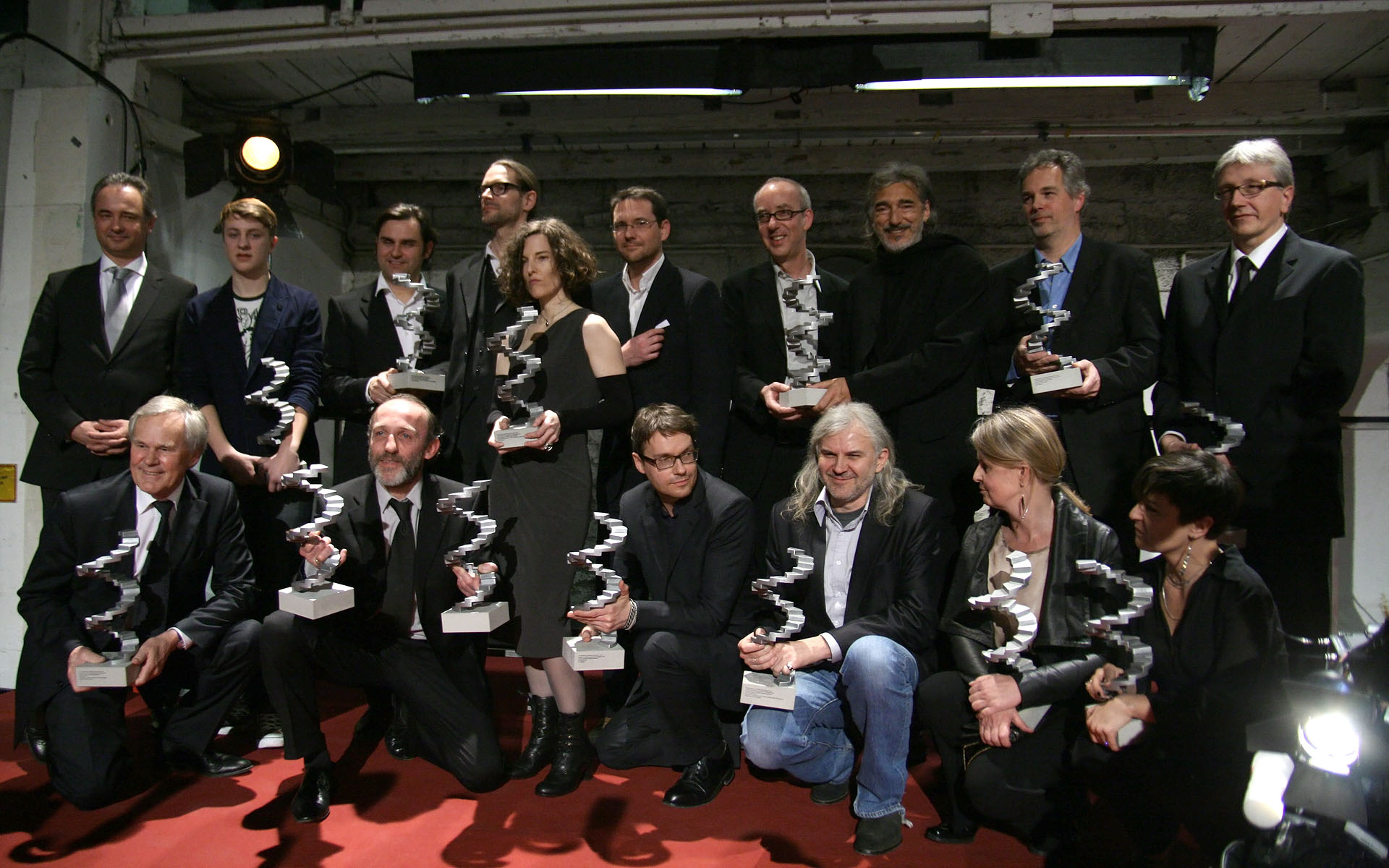
Pochlatko bei der Verleihung des Österreichischen Filmpreises 2012

Für seine Arbeit bekam Dieter Pochlatko verschiedene Auszeichnungen:
- 1980: Verleihung der Kunstmedaille durch die Stadt Graz
- 1997: Romy für den besten Produzenten für TV-Serie Ein idealer Kandidat
- 2004: Cine Styria Filmpreis des Landes Steiermark[3]
- 2006: Großer Josef-Krainer-Preis[4]
- 2006: Großes Ehrenzeichen des Landes Steiermark
- 2008: Verleihung des Berufstitels Kommerzialrat
- 2011: Romy für den besten Produzenten für den Kinofilm Vielleicht in einem anderen Leben
- 2012: Diagonale, Preis der Verwertungsgesellschaft für audiovisuelle Medien (VAM) für „Innovative Produktionsleistung“[1]
- 2012: Österreichischer Filmpreis 2012 für Atmen in der Kategorie Bester Spielfilm, gemeinsam mit Nikolaus Wisiak und Karl Markovics[5]